# Gonzalo Bergessio
Gonzalo Bergessio, född 20 juli 1984, är en argentinsk fotbollsspelare som spelar för mexikanska Club Atlas. Han inledde sin karriär i lägre ligor, i klubbar som CA Platense, där han spelade mellan 2001 och 2005.